# Black Cat (manga)
Black Cat (ブラックキャット?, Burakku Kyatto) è un manga scritto e disegnato da Kentarō Yabuki, pubblicato su Weekly Shōnen Jump e edito in Italia dalla Star Comics. Dal manga è stato tratto anche una serie televisiva anime di 24 episodi, prodotta dallo studio Gonzo e trasmessa tra il 2005 e il 2006.
La storia è incentrata su Train Heartnet, un eraser (assassino) ritiratosi dai Kronos number (時の番人?, Toki no bannin), un gruppo di assassini d'élite, per diventare uno sweeper (cacciatore di taglie).

## Trama
Train Heartnet faceva parte dell'organizzazione di Kronos che, facendosi garante della pace nel mondo, intende raggiungere i propri obiettivi a qualsiasi costo, anche commettendo gravissimi crimini. I Kronos Numbers sono gli uomini scelti dell'organizzazione, cioè coloro che partecipano attivamente alle missioni in ogni dove (missioni che vanno da semplici ricognizioni ad assassinii veri e propri). Ognuno dei Numbers ha un numero che va dall'1 al 13.
Train, era il numero XIII di Kronos, conosciuto da tutti con il soprannome di "Black Cat". Tutti i suoi avversari venivano sistematicamente annientati senza alcuna possibilità di scampo. La sua percentuale di sconfitta come "eraser" (letteralmente "cancellatore" cioè un assassino infallibile) era pari allo 0%. Un significativo cambio nella vita del gatto nero arriva quando quest'ultimo conosce Saya, una sweeper (cacciatrice di taglie) che, a poco a poco, dato il suo carattere estremamente gioioso e gentile, riesce a far entrare nel cuore del protagonista un sentimento nuovo mai provato prima: l'affetto. Una delle cose più importante che Saya insegna all'eraser è come non ci sia bisogno di uccidere la propria preda quanto di renderla semplicemente inoffensiva. La vicinanza della donna cambia completamente il freddo carattere di Train che si innamora di lei, attratto sempre più anche dal suo modo di vivere: libera come un gatto randagio.
Il cambiamento del famigerato Black Cat non appare assolutamente positivo per il suo partner Creed, abilissimo spadaccino, che decide di uccidere la donna per riportare il suo amico alle vecchie convinzioni. Il duello tra i due si svolge senza esclusione di colpi e proprio mentre la donna sembra in vantaggio su Creed, questa si distrae perché dei bambini stanno giungendo proprio verso di loro e viene ferita mortalmente da Creed. Stesa a terra con una gravissima emorragia, usa le sue ultime forze per sparare alla spada di Creed mentre quest'ultimo si stava dirigendo verso i bambini per ucciderli. Mentre i bambini scappano via, Creed impugna la lama spezzata e si dirige verso la donna con l'intenzione di darle il colpo di grazia. Sopraggiunge Train che si scaglia contro il partner con la volontà di vendicare Saya, ma sarà proprio quest'ultima a impedire che possa inseguirlo, una volta che Creed stava scappando.
Con la morte della ragazza, decide di abbandonare Kronos, spinto anche dai metodi dell'organizzazione non più condivisi dal protagonista. Da gatto randagio, decide di diventare uno sweeper con gli ideali di Saya. Dopo poco tempo conoscerà un altro cacciatore di taglie Sven e farà coppia con lui. Successivamente, conoscerà Rinslet Walker, abilissima ladra e la piccola Eve, bambina creata geneticamente e dotata di un corpo formato da nanomacchine che le permetteranno di trasformare le parti del corpo in qualsiasi cosa desideri. Rinslet è solo un personaggio che comparirà più volte, ma non farà mai parte effettivamente del trio formato da Train, Sven ed Eve.
La storia si apre con il ritorno in circolazione di Creed, che sta mettendo su il suo esercito scelto (i fanti del Tao, uomini che sfruttano il Tao per ottenere poteri straordinari), in altre parole gli anti-kronos, dato che intende distruggere la sua ex organizzazione per prendere possesso del mondo e dominarlo in modo da renderlo perfetto. L'unico desiderio che ha è di recuperare Train come partner, per via della sua smisurata adorazione nei confronti del gatto nero. In più occasioni proporrà a Train di unirsi al suo esercito, ma tutte le volte l'offerta verrà rifiutata.

## Personaggi

### Personaggi principali
Train Heartnet (トレイン ハートネット?, Torein Hātonetto)
Doppiato da: Takashi Kondō
Conosciuto anche come Black Cat, è il protagonista nella storia. In passato era un assassino senza scrupoli (Eraser) al servizio dell'organizzazione Chronos, come Chronos Number XIII. Cambia grazie alla conoscenza di Saya Minatsuki, una sweeper, che verrà poi uccisa da Creed. Dopo la sua morte diventa uno sweeper, un cacciatore di taglie. Train è un formidabile pistolero e usa come arma la Hades, una grossa pistola nera costruita col metallo Oricalco con segnato il numero XIII. Nel manga, in seguito ad un'iniezione di nanomacchine accidentale, diventerà prima un bambino e poi in grado di adoperare la carica elettrica del suo corpo per trasformare la Hades in una "Relais-gun", in grado di sparare proiettili altamente distruttivi e impossibili da schivare.
Sven Vollfied (スヴェン ボルフィード?, Suven Borufīdo)
Doppiato da: Keiji Fujiwara
Uno sweeper e compagno di Train. Conosciuta Eve le diviene amico e non la tratta come un'arma, ma come una persona. Lui, Train ed Eve lavorano insieme, dimostrandosi il più maturo del gruppo e sempre preoccupato per i debiti accumulati. Segue un rigido codice di cavalleria che lo induce a rispettare donne e bambini in qualsiasi circostanza (nell'anime si autodefinisce uno "Shinshi", cioè un gentiluomo). Sven è abile nell'inventare e costruire da solo alcune armi originali come bombe o proiettili speciali per Train. In passato era un poliziotto, ma a seguito dell'imboscata di una banda criminale perde l'occhio destro e muore il collega e amico Lloyd Goldwynne, dal quale poi riceverà tramite un trapiantato il suo occhio, il Vision Eye. Il Vision Eye gli permette di vedere alcuni secondi del futuro prossimo, ma questo gli costa molte energie. In seguito evolverà l'occhio nel Grasp Eye, che gli permetterà di vedere la realtà al rallentatore e muoversi all'interno di essa. All'inizio della storia utilizzava una semplice pistola, ma successivamente inventerà una utile valigetta con svariate armi fra cui: un mitragliatore ad ampio raggio, un lanciagranate trasformabile anche in un lancia-reti, uno scomparto segreto per la pistola e un cavo nascosto che conduce elettricità per stordire il nemico. Nell'anime la valigetta ha ulteriori upgrade, a volte totalmente insensati (può emettere luce, trasformarsi in deltaplano e così via)
Eve (イヴ?, Ivu)
Doppiata da: Misato Fukuen
Ragazzina nel cui corpo sono state introdotte delle nanomacchine con le quali trasforma il proprio corpo. Inizialmente apparteneva a un ricco mafioso, Torneo Ludman, e veniva usata come arma. Dopo aver conosciuto Sven, però, in lei cambia qualcosa, inizia a provare dei sentimenti. Con il procedere della storia, Eve comprenderà sempre più i sentimenti e il valore dell'amicizia, ovvero quello che la lega a Train e Sven. Ama tanto leggere, perché vuole imparare tutte le cose che ancora non conosce, ed è in competizione con Train nel lavoro di sweeper. Quest'ultimo l'ha soprannominata Principessa, ma si rivolge a lei come Princ. Grazie alle nanomacchine impiantate nel suo corpo, può trasformare qualsiasi parte di sé in un'arma (alcuni esempi: può mutare le mani in enormi lame o martelli, i capelli in aghi per difendersi o in pugni supplementari, o generare delle ali con cui volare per breve tempo).
Rinslet Walker (リンスレット ウォーカー?, Rinsuretto Uōkā)
Doppiata da: Yukana
Bella e giovane ragazza, esperta ladra e amante del denaro, incontra Train e Sven in diverse occasioni e collabora in genere nelle loro missioni per ricavarci un qualche profitto. Fa la conoscenza anche di Jenos, il quale le fa la corte. Nel manga sembra voler essere più che un'amica per Train.
Creed Diskens (クリード ディスケンス?, Kurīdo Disukensu)
Doppiato da: Shin'ichirō Miki
Compagno di Train al tempo in cui entrambi militavano nell'organizzazione di Kronos. Dopo il cambiamento caratteriale di Train e l'omicidio di Saya (di cui è il responsabile) scompare per poi riapparire alla guida di un'organizzazione, gli Apostoli delle stelle, solo per iniziare una guerra contro Kronos. Creed ha i poteri derivanti dal Tao e con questi riesce a creare l'Imagine Blade, una spada dalla lama invisibile della quale può cambiare a piacimento la lunghezza. Il suo scopo è di distruggere Chronos per poter così spazzare via l'ordine del mondo e crearne uno nuovo, dove solo le persone più forti potranno proliferare. Considera Saya una strega per l'influsso che ha avuto su Train, difatti dal suo punto di vista il gesto di ucciderla era solo un modo per liberare Train dal suo incantesimo. Nel manga, la sua spada vede ulteriori sviluppi oltre all'Imagine Blade, più precisamente il Level 2 (la spada diventa una sorta di enorme lama con delle fauci da squalo, in grado di muoversi da sola), il Level 3 (usato contro Sephiria, con cui fonde la spada al braccio stesso di Creed dotandolo di un ulteriore braccio artigliato dietro alla schiena) e il Level 3+, un'enorme spada di luce generata dall'ultimo attacco di Creed contro Train.
Saya Minatsuki (ミナツキサヤ?, Minatsuki Saya)
Doppiata da: Megumi Toyoguchi
Una sweeper, Saya Minatsuki è la persona che ha cambiato Train. Gentile, vivace e libera come un gatto randagio. Amava bere del latte, i fuochi d'artificio e il suo yukata che indossava perché era carino. Viene uccisa dalla folle "gelosia" di Creed. Fino alla fine ha cercato di proteggere degli innocenti ed è questo quello che insegna a Train: non bisogna uccidere se non è strettamente necessario, basta mettere fuori gioco i nemici per salvare delle persone. La sua tecnica preferita, il "Reflex Shot" (capacità di colpire i nemici usando i rimbalzi del proiettile sulle superfici metalliche o suoi muri) verrà poi adottata anche da Train, che la userà nello scontro finale con Creed.

### Chronos Numbers
Sono i famosi assassini al servizio di Chronos, il loro compito è proteggere l'Organizzazione e l'ordine del mondo. Un tempo Train era uno di loro. I nomi delle loro armi fatte di Orihalcon (tra queste anche la pistola di Train, l'Hades) sono ispirati a quelli di varie divinità.
N. I Sephiria Ark (セフィリア アークス?, Sefiria Ākusu)
Doppiata da: Kikuko Inoue
Comandante dei Chronos Numbers, Sephiria è una delle poche persone all'interno dell'organizzazione a conoscere il luogo dove si riunisce il Consiglio degli Anziani. Ha una personalità molto tranquilla e apparentemente fredda, ma in battaglia rivela il suo lato feroce e combattivo. I suoi hobby sono l'ikebana e la cucina (specialmente quella giapponese). La sua arma è la spada Chryst, con cui adopera le tecniche di spada della sua famiglia, famose per essere letali ed altamente distruttive; ne sono state rese note finora solo due, la nº13 Folgore (una sferzata letale dall'alto) e la nº36, la più potente, Mekkai (una grandinata di colpi che distrugge letteralmente il nemico, portando il fisico di Sephiria a subire gravi danni, ma assicurando la morte del nemico; dal momento che la tecnica scolpisce nel muro l'immagine furente di Fudo Myo-o, si dice che chi viene colpito da questo colpo veda la divinità come ultima immagine in vita). Il tatuaggio col numero I è al centro della fronte.
N. II Berze Rochefort (ベルゼー・ロシュフォール?, Beruzē Roshufōru)
Doppiato da: Hideyuki Hori
Secondo in comando dei Chronos Numbers, è un tipo tranquillo che però dimostra di non possedere alcuno scrupolo quando deve svolgere la sua missione. Il suo passatempo preferito è la cura dei bonsai. La sua arma è un'alabarda di nome Gungunil, con cui è in grado di distruggere qualsiasi cosa. Porta il suo numero II tatuato sul dorso della mano.
N. III Emilio Lowe (エミリオ ロウ?, Emirio Rou)
Doppiato da: Susumu Chiba
Number che appare solamente nell'anime e non nel manga, di lui si sa ben poco tranne che collaborava con Baldor e Kranz e che la sua arma sono un arco e delle frecce di Orihalcon, il cui nome è sconosciuto. Apparentemente il suo numero, il III, è inciso su una parte del corpo non visibile.
N. IV Kranz Marduke (クランツ＝マドゥーク?, Kurantsu Madoūku)
Doppiato da: Atsushi Kakehashi
Kranz fa coppia con Baldorias, è cieco ed è stato addestrato come assassino fin dalla nascita. Come il compagno è estremamente violento seppure taciturno, non si preoccupa infatti di distruggere la città e coinvolgerne gli abitanti durante le missioni. È totalmente fedele a Chronos. Indossa un elmetto che gli copre gli occhi e ha imparato a combattere basandosi solamente sul suono e sui movimenti dell'aria. La sua arma è un coltello chiamato Mars che vibrando ad altissima frequenza gli permette di tagliare persino il metallo. Il numero IV è inciso sul copriocchio destro dell'elmetto.
N.V Nizer Bruckheimer (ナイザール・ブルックハイマー?, Naizāru Burukkuhaimā)
Doppiato da: Hisao Egawa
Nizer è il capo della squadra di assassini Cerberus e l'esperto negli attacchi corpo a corpo. Combatte con un paio di tonfa di Orihalcon chiamati Dioskoi. Si trova nell'organizzazione da diversi anni, ma in passato non ha mai incontrato Train. Ha un desiderio di vendetta contro Creed per aver ucciso il precedente number X, il suo amico e partner Ash. Ha il numero tatuato a lato della fronte.
N.VI Anubis (アヌビス?, Anubisu)
Number che compare solo nell'anime, è un lupo nero in grado di parlare la lingua umana. Il numero VI è tatuato sopra l'occhio sinistro, e la sua arma è la coda fatta di Orihalcon che porta il nome di Osiris.
N.VII Jenos Hazard (ジェノス・ハザード?, Jenosu Hazādo)
Doppiato da: Takahiro Sakurai
Jenos è il numero sette dei Numbers, è un dongiovanni che ama correre dietro alle donne e sembra innamorato di Rins, di cui diventa guardia del corpo dopo il suo coinvolgimento con Creed e gli Apostoli delle stelle. La sua arma si chiama Exelion, ed è un guanto da cui fuoriescono fili taglienti di Orihalcon. Insieme a Nizer e Beluga forma la squadra Cerberus, in quanto è l'esperto negli attacchi a medio raggio. Il suo tatuaggio col numero VII è sito sulla spalla sinistra.
N.VIII Baldorias S. Fanghini (バルドリアス・S・ファンギーニ?, Barudoriasu S. Fangīni)
Doppiato da: Anri Katsu
Baldorias, noto come Baldor, è un assassino addestrato da Chronos fin dalla nascita. Come il suo compagno, Kranz, è estremamente violento, non si fa scrupoli a distruggere e uccidere chiunque per completare le missioni, ed è totalmente fedele all'organizzazione. Lo si vede continuamente masticare gomme. La sua arma è una grossa sfera di Orihalcon dotata di quattro razzi e un radiocomando che permettono a Baldor di cambiarne la direzione in volo, chiamata Heimdallr. Ha il numero VIII tatuato sul collo.
N. IX David Fapper (デイビッド ペッパー?, Deibiddo Peppā)
Doppiato da: Takaya Kuroda
Number che compare solo nell'anime. È un tizio bizzarro con dei folti capelli rasta ed apparentemente amico di Jenos. Le sue armi sono delle carte di Orihalcon con cui può tagliare qualsiasi cosa. Non si conosce l'ubicazione del suo tatuaggio.
N.X Lin Shaolee (リン シャオリー?, Rin Shaorī)
Doppiato da: Mitsuki Saiga
Lin è il Number che ha preso il posto di Ash, precedente Number X. È un maestro del travestimento, capace di cambiare aspetto in pochi secondi. È entrato nel gruppo dopo che Train lasciò Chronos due anni prima dell'inizio della serie e quindi non l'ha mai visto. Nonostante il suo aspetto giovanile, nessuno sa in realtà la sua vera età. La sua arma, Seiren, è un telo fatto da fili di Orihalcon che gli permette di proteggersi dagli attacchi e di tagliare il metallo come fosse una lama. Lin è famoso per essere un esperto combattente che abbatte velocemente e non mostra pietà per gli avversari. Il tatuaggio X è ubicato al centro del petto.
N.X Ash (アッシュ?, Asshu)
Doppiato da: Taketora
L'Ex Number X, ucciso da Creed Diskens e amico di Nizer. Il suo tatuaggio era ubicato sotto alla bocca. La sua arma era una sorta di canna di Orihalcon con cui era in grado di sferrare letali affondi, talmente potenti da distruggere il terreno.
N.XI Beluga J. Heard (ベルーガ・J・ハード?, Berūga J Hādo)
Doppiato da: Koji Ishii
Beluga è un membro della squadra Cerberus ed esperto nei combattimenti a lungo raggio. Combatte con un grosso bazooka chiamato Verethragna, il quale può sparare fino a tre colpi distruttivi ed essere usato successivamente come enorme maglio per il corpo a corpo. Proprio a causa della natura della sua arma, Beluga viene spesso impiegato per missioni come guerre ad organizzazioni nemiche o simili piuttosto che per missioni da sicario come gli altri. Il tatuaggio è ubicato sulla fronte, sul lato opposto rispetto a Nizer. I suoi hobby sono le passeggiate e l'alpinismo.
N.XII Mason Ordrosso (メイソン オルドロッソ?, Meison Orudorosso)
Doppiato da: Rokurō Naya
Mason è il numero XII, è un anziano combattente che appare solo nell'ultimo capitolo del manga mentre discute con Berze. La sua arma pare essere un bastone da passeggio in Orihalcon. Viene detto che è uno dei soli tre Numbers sopravvissuti alla precedente guerra contro gli utilizzatori del Tao.

### Apostoli delle Stelle
Gruppo di persone riunite sotto la bandiera di Creed, credono nel suo ideale di rivoluzione (anche se la maggior parte ama solamente uccidere). Sono stati reclutati da Shiki ed hanno tutti bevuto il liquido Shinkito, diventando così dei Fanti del Tao dotati di svariati poteri.
Shiki (シキ?)
Doppiato da: Mayumi Yamaguchi
Maestro del Tao (Taoshi) sopravvissuto alla precedente guerra contro Chronos (perché era troppo giovane per parteciparvi), successivamente aiuta Creed a riunire i suoi Apostoli delle Stelle per dimostrare che il potere del Tao era superiore a Chronos, distruggendola. È lui che prepara lo Shinkito (il liquido che risveglia il potere del Tao in chi lo beve) e lo fa somministrare ai vari Apostoli. La sua capacità Tao gli permette di generare degli insetti con capacità particolari (alcuni fra i tanti, delle api in grado di emettere un veleno che controlla il corpo del nemico; un'enorme libellula in grado di divorare le persone, che Shiki usa come mezzo di trasporto; e molti altri), nonché di usare l'energia del Tao allo stato puro tramite speciali talismani in grado di prendere fuoco o tramutarsi in una spada. Tiene sempre il viso avvolto in un panno composto da un materiale particolare che contiene il suo enorme Tao. Quando rivela il suo viso, è in grado di generare un insetto umanoide di nome Setsuki creato con metà del suo Ki (molto simile a Cell di Dragon Ball) abilissimo nelle arti marziali, in grado di rigenerare ogni ferita e di emettere ultrasuoni in grado di tagliare qualsiasi cosa. Viene sconfitto da Train e successivamente comprende che era solo ossessionato dal Tao e dagli spiriti dei caduti e combatteva per una causa persa (dato che ormai Creed non si fidava più del Tao e preferiva le nanomacchine).
Charden Flamberg (シャルデン フラムブルグ?, Sharuden Furamuburugu)
Doppiato da: Shō Hayami
Uno degli Apostoli ufficiali, è anche colui che insieme a Kyoko gira per le città alla raccolta degli adepti che hanno bevuto lo Shinkito. Sempre vestito di nero, con un ampio cappello a cilindro e occhialetti tondi, in apparenza ha un carattere tranquillo, ma in realtà è freddo e spietato. Il suo potere Tao è Blood, la capacità di controllare il suo sangue e utilizzarlo in vari modi (il più famoso è generare una sorta di "Shinigami" di sangue, con tanto di falce, in grado di assorbire il sangue dei nemici e ucciderli), a patto che il sangue non si separi dal suo corpo. Dopo l'assalto al Castello di Creed da parte di Cerbero, fugge con Kyoko e decide di abbandonare gli Apostoli, non condividendo più le idee di Creed che considera sia alleati sia nemici come spazzatura.
Kyoko Kirisaki (キリサキ＝キョウコ?, Kirisaki Kyōko)
Doppiata da: Chiemi Chiba
Giovane ragazza proveniente da Jipangu e Apostolo delle Stelle. Il suo potere, Heat, le permette di controllare la temperatura corporea e sciogliere gli oggetti, bruciare i nemici oppure farli ardere dall'interno dando loro un bacio. È una ragazza allegra e spensierata e resta con gli Apostoli più per avere compagnia che per altro; infatti quando Charden abbandona il gruppo lo segue, perché le dispiaceva lasciarlo solo. Successivamente si innamora di Train e promette a quest'ultimo che non avrebbe più usato il suo potere per uccidere. Dopo uno scontro con Baldor e Kranz, Train si fa promettere da Jenos che Chronos avrebbe lasciato perdere la caccia a Kyoko. Sephiria mette alla prova la giovane ragazza sfidandola a duello, ma al netto rifiuto di quest'ultima, capisce che è veramente cambiata e le permette di tornare a Jipangu, libera.
Maro (マロ?)
Doppiato da: Yasuhiko Kawazu
Proveniente dal continente dimenticato come Shiki, è un uomo enorme molto simile ad un lottatore di sumo; indossa un bizzarro costume (Train e River lo definiscono "maniaco", mentre Maro dice che è il costume tipico della sua terra) ed è uno dei primi Apostoli. Il suo potere Tao è Gravity, la capacità di controllare la gravità per distruggere i nemici, colpendoli con dei colpi diretti oppure impedendo loro di muoversi e schiacciandoli a terra. Viene sconfitto da Train con un proiettile narcotizzante e successivamente fugge con Shiki, dopo la disfatta di Creed.
Doctor (ドクター?, Dokutā)
Doppiato da: Yu Mizushima
Uno degli Apostoli delle stelle. Misterioso medico che si occupa di Creed, per ordine di quest'ultimo riattacca il braccio a Train dopo il loro primo scontro. Negli ultimi capitoli si scopre che il suo potere Tao (il cui nome è sconosciuto) gli permette di creare dei mondi alternativi in cui può far prendere forma ai suoi pensieri e sfruttarli per distrarre o uccidere i nemici. È l'unico, oltre a Creed ed Echidna, a sapere delle ricerche sulle nanomacchine che Creed portava avanti non fidandosi completamente del Tao.
Echidna Parass (エキドナ パラス?, Ekidona Parasu)
Doppiata da: Atsuko Tanaka
Famosa ex modella ed ora Apostolo delle Stelle. Nel manga apparentemente è innamorata di Creed e lo segue solo per quel motivo. Il suo Tao, Gate, le permette di aprire porte nello spazio e spostarsi da un luogo all'altro in un istante.
Durham Glaster (デュラム グラスター?, Dyuramu Gurasutā)
Doppiato da: Shinya Fukumatsu
Pistolero che vuole contestare il titolo di "più veloce" a Train, e membro degli Apostoli delle Stelle. Il suo Tao, Shoot, gli permette di concentrare energia nella pistola e sparare senza dover ricaricare. Viene sconfitto da Train e successivamente ucciso da Creed, che lo considerava inutile per il suo piano avendo disobbedito ai suoi ordini di non attaccare Train.
Leon Elliot (レオンエリオット?, Reon Eriotto)
Doppiato da: Junko Minagawa
Ragazzino che fa parte del gruppo degli Apostoli delle Stelle. Il suo potere Tao, Air, gli permette di controllare il vento e sfruttarlo in svariati modi: usarlo per cavalcare la sua tavola da surf, togliere l'ossigeno ai nemici, sfruttare tornadi per distruggere gli avversari e simili. Dopo uno scontro con Eve, le promette che se batteranno Creed non userà più i suoi poteri per uccidere.
Ethes (エーテス?, Ētesu)
Scimpanzé in grado di comprendere il linguaggio umano, il suo potere Tao gli permette di copiare l'aspetto e le conoscenze di una persona ed acquisirli; viene usato da Echidna per copiare Tearju Lunatique, la famosa scienziata esperta in nanomacchine, e usare i suoi studi per completare le Nanomacchine dell'Immortalità di Creed. Successivamente Ethes verrà sconfitto da Train e soci e costretto a far loro da guida nel castello di Creed; verrà salvato diverse volte da Eve e si affezionerà a quest'ultima, ricambiando il favore.
Preta Ghoul (プレタ・グール?, Pureta Gūru)
Doppiato da: Susumu Chiba
Prete famoso per aver ucciso svariate ragazze ed incarcerato a vita, viene liberato dagli Apostoli delle Stelle come rimpiazzo per la morte di Durham e la defezione di Charden e Kyoko. Il suo potere Tao gli permette di corrodere qualsiasi cosa tramite contatto fisico. Nel manga viene sconfitto da River con il Gabel Command; nell'anime invece appare subito dalla prima puntata come avversario, e viene catturato da Saya e Train.
Deek Slashky (ディーク スラスキー?, Dīku Surasukī)
Ulteriore rimpiazzo per gli Apostoli fuggiti, viene liberato anch'esso di prigione e dotato del potere del Tao, Ice, che gli permette di congelare le persone o scagliare blocchi di ghiaccio affilato. Viene sconfitto da Sven.
Gyanza Regick (ギャンザ＝レジック?, Gyazā Rejikku)
Doppiato da: Masuo Amada
Un aspirante Apostolo che viene contattato da Charden e Kyoko all'inizio della storia. Grazie allo Shinkito ha acquisito il potere del Tao che gli permette di aumentare esponenzialmente la sua forza e difendersi dai proiettili con i muscoli. Sfrutta però questa capacità per uccidere ragazze e bambini e divertirsi e pertanto rifiuta l'offerta di Charden di entrare negli Apostoli. Successivamente si scontrerà con Train e Sven e verrà sconfitto, morendo poi prosciugato per aver usato troppo il suo Tao e quindi, la sua energia vitale.
Igor Planter (イゴール •プランター?, Igōru Purantā)
Doppiato da: Jin Horikawa
Aspirante Apostolo che appare solo nell'anime, è il guardiano di un giardino botanico che ha ucciso delle persone solo perché hanno calpestato i suoi fiori e inquinato il giardino. Viene contattato da Charden e Kyoko, ma non beve lo Shinkito fino all'arrivo di Eve e Train, che vogliono catturarlo in quanto ricercato. Allora beve il liquido ed acquisisce il potere di generare piante mostruose, oltre a diventare fortissimo. Viene sconfitto da Train e muore, privato della sua energia vitale.

### Unità delle Stelle Cadenti
Si tratta di un gruppo di combattenti mascherati (che Train chiama "polpi", a causa della forma della loro maschera) ed addestrati al combattimento. Portano delle armature che difendono il loro corpo e sono molto abili negli assalti e nelle uccisioni. Successivamente verranno sconfitti quasi tutti dall'Alleanza Sweeper.

### Brigata delle Stelle Fantasma
Un gruppo di combattenti creati tramite l'innesto di nanomacchine e tecnologie avanzate su corpi umani, praticamente dei cyborg da combattimento. Creed li ha creati perché non credeva più nella forza del Tao e come avanguardia per il suo futuro controllo del mondo.
Jet Cyborg
Uno dei due Cyborg che si scontra con Eve e Sven, è dotato di alettoni e razzi propulsori che gli permettono di muoversi a velocità incredibili e volare, nonché di razzi e mitragliatori innestati in tutto il corpo. Viene sconfitto da Eve grazie alle sue ali.
Golem Cyborg
Enorme e armato fino ai denti con mitragliatori su tutto il corpo, si scontra con Sven convinto di vincere, ma viene sconfitto dal Grasp Eye che permette allo Sweeper di schivare tutti i proiettili e distruggere il nemico con facilità.
Wheel Cyborg
Cyborg snello che porta in spalla un'enorme ruota simile ad uno yo-yo gigantesco, in cui si nasconde ed effettua i suoi attacchi. Viene sconfitto con un po' di difficoltà da Jenos.
Snake Cyborg
Enorme cyborg dotato di una coda serpentina d'acciaio, viene eliminato in pochi istanti da Lin Shaolee.
Four-Armed Cyborg
Appare come l'ultimo del suo gruppo e si scontra con Baldor e Kranz. Lo scontro non viene mostrato, ma viene rivelato che è stato un avversario fin troppo facile per i due Numbers.

### Alleanza Sweeper
Gruppo di Sweeper radunati da un famoso informatore, Green, per scontrarsi con Creed e i suoi Apostoli delle Stelle e batterli. Di questo gruppo fanno parte anche Train e soci.
Green
Il misterioso informatore che ha riunito gli Sweeper più forti in circolazione per fondare l'alleanza; è anche il creatore di un videogioco che serviva per radunare solo i più capaci e preparati per lo scontro finale. In realtà si tratta di Lin Shaolee travestito, che ha creato l'alleanza Sweeper solo per dar tempo ai Numbers di penetrare nel castello di Creed e batterlo.
River Zastory (リバー ザストリー?, Ribā Zasutorī)
Doppiato da: Nobutoshi Canna
Sweeper che fa parte dell'Alleanza, si scontra con Train per verificare chi fra i due è il più forte e successivamente i due diventano amici. È esperto nell'arte del Gabel Command, una tecnica di combattimento coi pugni che gli permette di parare i proiettili e colpire i nemici anche a distanza. Sarà lui a sconfiggere il malvagio Preta Ghoul. Train lo ha soprannominato "fulminato" per via dei suoi capelli.
Kevin Mcdougall (ケビン·マクドゥーガル?, Kebin Makudoūgaru)
Doppiato da: Ken Takeuchi
Sweeper che fa parte dell'Alleanza, famoso per la sua abilità con due pistole e la sua capacità di scoprire i punti deboli dei nemici; durante l'approdo all'Isola viene ferito e aiutato da Eve; successivamente contribuirà ai combattimenti fino a che non verrà ferito gravemente da Fudo (sotto il controllo delle nanomacchine), e successivamente salvato da quest'ultimo (dopo che viene fatto rinsavire da Eve).
Gallom (ガロン?, Garon) e Lacdoll (ラクロドール?, Rakurodōru)
Doppiati da: Kenta Miyake e Mitsuru Ogata
Coppia di Sweeper che fa parte dell'alleanza, sono anche i primi a morire durante la traversata del mare; Gallom viene decapitato dagli insetti di Shiki, mentre Lacdoll, poco dopo, viene colpito a morte dal Tao di Shiki.
Shilpy Deacroft (シルフィー デアクロフト?, Shirufī Deakurofuto)
Doppiata da: Junko Minagawa
Unica ragazza (oltre a Eve) a far parte dell'Alleanza Sweeper, è un'abile pistolera, ma si troverà in difficoltà contro Deek Slashky, che la congelerà. Viene salvata da Sven e successivamente aiuta il gruppo degli Sweeper sopravvissuti a fuggire dal castello in fiamme.
Toma Fudo (トーマフード?, Tōma Fūdo)
Sweeper membro dell'Alleanza famoso per la sua tecnica col bastone e molto forte, viene però catturato dagli Apostoli delle Stelle e costretto, tramite delle nanomacchine Berserker, a combattere contro Train. Grazie alle capacità di Eve viene però salvato, e si occupa di portare in salvo, insieme a Mundog, River e Kevin (feriti gravemente) e Shilpy.
Mundog (マードック?, Mādokku)
Appartenente all'Alleanza e famoso per la sua tecnica di combattimento con le mazze chiodate, come Fudo viene catturato dagli Apostoli e costretto a combattere contro Train dalle nanomacchine Berserker. Verrà curato da Eve ed aiuterà Fudo a portare in salvo i feriti.

### Altri personaggi
Clevar (クリーバー?, Kurībā)
Un ex allievo di Train ed Eraser di Chronos, vuole vendicarsi con lo stesso Train a causa del suo abbandono di Chronos. Come Train, ha una pistola in Orihalcon con cui è molto abile nel fuoco rapido, ma usa anche dei coltelli.
Annette Pierce (アネット ピアス?, Anetto Piasu)
Doppiata da: Shōko Tsuda
Proprietaria del Caith Sith Cafè, è anche la principale informatrice di Sven e Train. In passato era una Sweeper molto famosa e sfrutta la rete di contatti che ha creato in molti anni per le sue informazioni, sicure al 100%.
Adam (アダム?, Adamu)
Doppiato da: Kikuko Inoue
Personaggio che appare solo nell'anime, è la controparte maschile di Eve nata dall'Eden Project. Come Eve, era stato creato per il dominio del mondo.
Harry Affleck (ハリー·アフレック?, Harī Afurekku)
La prima taglia di Sven e Train, un ex contabile fuggito dall'Organizzazione di cui faceva parte. All'inizio Train tenta di salvarlo in quanto sente di avere dei punti in comune con l'uomo, ma successivamente Sven viene ferito e Harry ucciso. Prima di morire, esprime il desiderio di voler rivedere sua figlia, Rojana. Train e Sven, non potendo far nulla, portano alla figlia la foto che il padre teneva sempre con sé.
Reis Donovan (レイスドノバン?, Reis Donoban)
Doppiato da: Anri Katsu
Personaggio che appare solo nell'anime. Guardia del corpo del gangster Lib Tyrant, adopera un grosso boomerang molto affilato. Dopo che Train ha ucciso Lib si scontra con lui, ma viene sconfitto. Successivamente viene ucciso da Creed con la sua stessa arma.
Lugat Won (ルガート・ウォン?, Rugato Uon)
Sicario famoso per utilizzare solo le arti marziali della scuola Musou, che gli permettono di uccidere chiunque a mani nude. Si scontra con Train in un'occasione e da quel giorno promette che si sarebbe migliorato per riuscire ad ucciderlo, e sarebbe tornato per un ultimo scontro con Black Cat.
Tim Barticks (ティム バーティカル?, Timu Bātikaru)
Ragazzo che incontra per caso Train e Sven e viene salvato da loro da alcuni banditi, chiede a Train di uccidere un detective corrotto che aveva fatto uccidere suo padre, un famoso giornalista, solo perché aveva raccolto le prove contro di lui. Train, tramite uno stratagemma (un proiettile ad inchiostro) finge di uccidere il poliziotto corrotto, per insegnare a Tim che uccidere non è mai giusto. Successivamente diffonde le notizie raccolte dal padre di Tim, permettendo che giustizia venisse fatta.
Tearju Lunatique (ティアーユ＝ルナティーク?, Tiāyu Runatīku)
Famosa scienziata esperta in nanomacchine, era la capo-ricercatrice nella villa di Torneo e colei che ha creato Eve. È identica ad Eve, in quanto i suoi geni sono stati usati per creare quest'ultima. È un genio nel campo delle nanomacchine e aiuta Train a tornare adulto dopo l'incidente con Creed. È sbadata e silenziosa ed inciampa sempre ovunque, spesso con in mano del cibo o delle bevande e con Sven nei paraggi, con ovvi risultati. È anche incapace di cucinare in quanto qualsiasi cosa faccia (fosse anche una frittata) diventa nera e immangiabile.
Torneo Rudman (トルネオルドマン?, Toruneo Rudoman)
Doppiato da: Shin Aomori
Famoso boss malavitoso molto ricco, ha utilizzato i suoi soldi per una ricerca sulle nanomacchine che ha portato alla creazione di Eve come arma biologica. Sfruttava Eve come arma per uccidere i suoi nemici; successivamente, dopo il salvataggio di Train e Sven e la distruzione del suo laboratorio, viene imprigionato e ucciso dai poliziotti sotto il controllo di Shiki, mentre nell'anime muore durante il crollo del laboratorio.
Zagine Axelox (ザジーネアクセルロック?, Zajīne Akuserurokku)
Doppiato da: Katsuyuki Konishi
L'assassino che anni prima uccise i genitori di Train, adottando poi il piccolo ed insegnandogli a sparare. Viene ucciso durante una missione privando Train del suo unico obiettivo di vita, cioè vendicarsi di lui. Per carattere non accettava mai missioni in cui dovevano essere uccisi bambini o genitori ma il suo mandante gli aveva mentito, nel caso della famiglia di Train.

## Media

### Manga
Il manga scritto e disegnato da Kentarō Yabuki è stato serializzato dal 10 luglio 2000 al 14 giugno 2004 sulla rivista Weekly Shōnen Jump edita da Shūeisha. In seguito i vari capitoli sono stati raccolti in venti volumi tankōbon pubblicati dal 6 gennaio 2001 al 4 ottobre 2004.
In Italia la serie è stata pubblicata da Star Comics nella collana Neverland dal 3 febbraio 2004 al 2 aprile 2007 a periodicità bimestrale.
La serie è stata distribuita anche negli Stati Uniti ed in Canada da Viz Media, a Singapore da Chuang Yi, in Francia da Glénat ed in Germania da Carlsen Comics.

#### Volumi
| Nº | Data di prima pubblicazione | Data di prima pubblicazione | Data di prima pubblicazione |
| Nº | Giapponese                  | Giapponese                  | Italiano                    |
| -- | --------------------------- | --------------------------- | --------------------------- |
| 1  | 6 gennaio 2001              | ISBN 978-4-08-873065-3      | 3 febbraio 2004             |
| 2  | 2 marzo 2001                | ISBN 978-4-08-873091-2      | 1º marzo 2004               |
| 3  | 1º maggio 2001              | ISBN 978-4-08-873114-8      | 3 giugno 2004               |
| 4  | 3 agosto 2001               | ISBN 978-4-08-873148-3      | 2 agosto 2004               |
| 5  | 4 ottobre 2001              | ISBN 978-4-08-873172-8      | 1º ottobre 2004             |
| 6  | 24 dicembre 2001            | ISBN 978-4-08-873217-6      | 2 dicembre 2004             |
| 7  | 4 marzo 2002                | ISBN 978-4-08-873233-6      | 2 febbraio 2005             |
| 8  | 4 giugno 2002               | ISBN 978-4-08-873271-8      | 4 aprile 2005               |
| 9  | 2 agosto 2002               | ISBN 978-4-08-873299-2      | 3 giugno 2005               |
| 10 | 4 ottobre 2002              | ISBN 978-4-08-873329-6      | 2 agosto 2005               |
| 11 | 4 dicembre 2002             | ISBN 978-4-08-873349-4      | 4 ottobre 2005              |
| 12 | 4 marzo 2003                | ISBN 978-4-08-873395-1      | 1º dicembre 2005            |
| 13 | 1º maggio 2003              | ISBN 978-4-08-873421-7      | 2 febbraio 2006             |
| 14 | 4 agosto 2003               | ISBN 978-4-08-873494-1      | 3 aprile 2006               |
| 15 | 3 ottobre 2003              | ISBN 978-4-08-873517-7      | 5 giugno 2006               |
| 16 | 4 dicembre 2003             | ISBN 978-4-08-873535-1      | 2 agosto 2006               |
| 17 | 4 marzo 2004                | ISBN 978-4-08-873574-0      | 2 ottobre 2006              |
| 18 | 4 giugno 2004               | ISBN 978-4-08-873596-2      | 1º dicembre 2006            |
| 19 | 4 agosto 2004               | ISBN 978-4-08-873640-2      | 1º febbraio 2007            |
| 20 | 4 ottobre 2004              | ISBN 978-4-08-873662-4      | 2 aprile 2007               |

### Anime

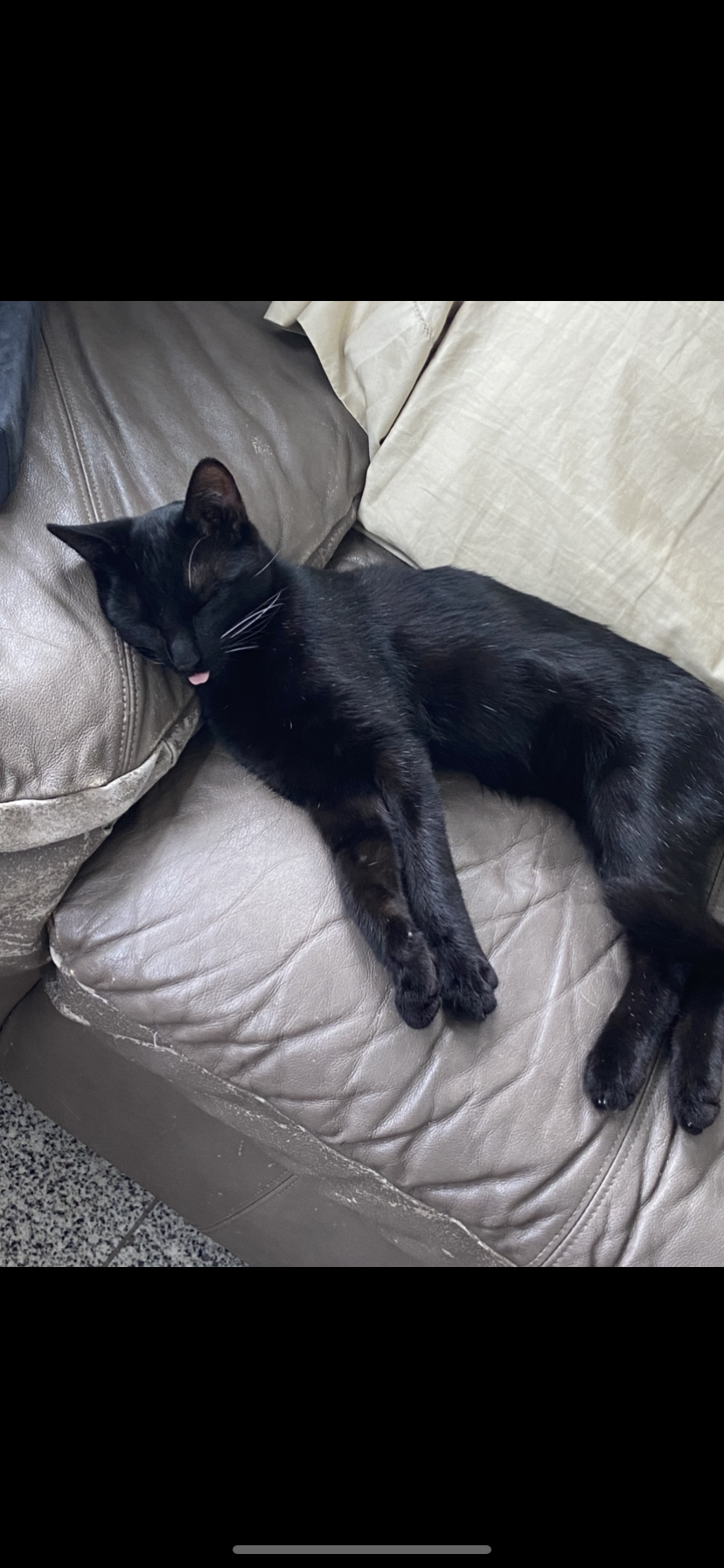
Il logo della serie anime

Un adattamento anime di 24 episodi diretto da Shin Itagaki e prodotto dallo studio d'animazione Gonzo, è stato trasmesso dal 6 ottobre 2005 al 30 marzo 2006 su TBS. L'episodio 15 non è stato trasmesso durante la prima messa in onda su TBS ed è stato distribuito solo in DVD.

#### Episodi
| Nº | Giapponese 「Kanji」 - Rōmaji          | In onda          | In onda |
| Nº | Giapponese 「Kanji」 - Rōmaji          | Giapponese       |         |
| 1  | 「孤独な猫」 - Kodoku na neko          | 6 ottobre 2005   |         |
| 2  | 「戸惑う猫」 - Tomadō neko             | 13 ottobre 2005  |         |
| 3  | 「闇の中の猫」 - Yami no naka no neko  | 20 ottobre 2005  |         |
| 4  | 「微笑む猫」 - Hohoemu neko            | 27 ottobre 2005  |         |
| 5  | 「決意する猫」 - Ketsui suru neko      | 3 novembre 2005  |         |
| 6  | 「狙われる猫」 - Nerawareru neko       | 10 novembre 2005 |         |
| 7  | 「傷だらけの猫」 - Kizu darake no neko | 17 novembre 2005 |         |
| 8  | 「旅する猫」 - Tabi suru neko          | 24 novembre 2005 |         |
| 9  | 「魅惑する猫」 - Miwaku suru neko      | 1º dicembre 2005 |         |
| 10 | 「暴走する猫」 - Bōsō suru neko        | 8 dicembre 2005  |         |
| 11 | 「偽りの猫」 - Itsuwari no neko        | 15 dicembre 2005 |         |
| 12 | 「闘う猫」 - Tatakau neko              | 12 gennaio 2006  |         |
| 13 | 「LOVE猫」 - LOVE neko                 | 19 gennaio 2006  |         |
| 14 | 「ちび猫」 - Chibi neko                | 26 gennaio 2006  |         |
| 15 | 「遠ざかる猫」 - Toozakaru neko        | -                |         |
| 16 | 「竜を狩る猫」 - Ryū o karu neko       | 2 febbraio 2006  |         |
| 17 | 「まどろむ猫」 - Madoromu neko         | 9 febbraio 2006  |         |
| 18 | 「船出する猫」 - Funade suru neko      | 16 febbraio 2006 |         |
| 19 | 「疾走の猫」 - Shisō no neko           | 23 febbraio 2006 |         |
| 20 | 「対決する猫」 - Taiketsu suru neko    | 2 marzo 2006     |         |
| 21 | 「溺れる猫」 - Oboreru neko            | 9 marzo 2006     |         |
| 22 | 「爪を研ぐ猫」 - Tsume o togu neko     | 16 marzo 2006    |         |
| 23 | 「楽園の猫」 - Rakuen no neko          | 23 marzo 2006    |         |
| 24 | 「気ままな猫」 - Kimama na neko        | 30 marzo 2006    |         |

### Videogiochi
Dalla serie sono stati tratti due videogiochi d'azione, usciti esclusivamente in Giappone.
Il primo è intitolato semplicemente Black Cat, sviluppato e pubblicato da Capcom, è uscito il 30 marzo 2006 per PlayStation 2.
Il secondo invece è Black Cat: Kuroneko no Concerto (BLACK CAT 黒猫の協奏曲?), sviluppato e pubblicato da Compile Heart, è uscito il 21 giugno 2007 per Nintendo DS.
I personaggi della serie sono apparsi assieme ad alcuni dei protagonisti di altri manga pubblicati su Weekly Shōnen Jump nei videogiochi picchiaduro crossover Jump Super Stars e Jump Ultimate Stars, entrambi per Nintendo DS.